# Bel Kamen
Bel Kamen (în bulgară Бел камен) este un sat în Obștina Iakoruda, Regiunea Blagoevgrad, Bulgaria.

## Demografie
Componența etnică a satului Bel Kamen
     Bulgari (12,43%)
     Turci (58,79%)
     Nicio identificare (6,57%)
     Altele (22,2%)
La recensământul din 2011, populația satului Bel Kamen era de 563 locuitori. Din punct de vedere etnic, majoritatea locuitorilor (58,79%) erau turci, cu o minoritate de bulgari (12,43%). Pentru 6,57% din locuitori nu este cunoscută apartenența etnică.